# Labarum

Het Chi-Rho-symbool.

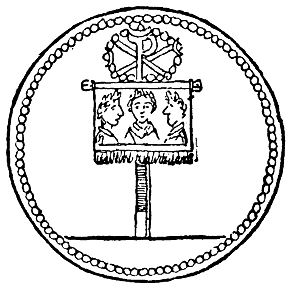
Constantijns labarum, met een gekranste Chi-Rho afgebeeld op een antieke zilveren medaillon

Het labarum (Grieks: λάβαρον) was een vexillum (militaire standaard), dat het Chi-Rho-symbool ☧ weergeeft, gevormd uit de eerste twee Griekse letters van het woord "Christus" (Grieks: ΧΡΙΣΤΟΣ, of Χριστός) – Chi (χ) en Rho (ρ). Volgens een andere traditie zijn het de Griekse equivalenten van de beginletters van het Latijnse Christus Rex (Christus (is) Koning). Het werd waarschijnlijk voor het eerst in de openbaarheid gebruikt door Constantijn de Grote. Aangezien het vexillum bestond uit een vlag opgehangen aan de dwarsbalk van een kruis, was het bij uitstek geschikt om de kruisiging van Christus te symboliseren.

## Etymologie
De etymologie van het woord labarum is onduidelijk; het is wellicht afgeleid uit het Latijnse /labāre/ 'waggelen, wankelen' (in de zin van het "zwaaien" van een vlag in de wind). Andere voorstellen zijn onder meer een afleiding van het Keltische llafar ("welsprekend"), van het Latijnse laureum [vexillum] ("laurierstandaard") of uit het oude Cantabri dialect labaro ('vier hoofden') (in het hedendaagse Baskisch gebruikt men het woord lauburu, dat dezelfde betekenis heeft), een oud Keltisch symbool dat door de legioenen tijdens de Cantabrische Oorlogen was aangenomen.
Later gebruik heeft ervoor gezorgd dat men soms de termen "labarum", "Chi-Rho" en "chrismon" (of Christusmonogram) als synoniemen beschouwt. Antieke bronnen maken echter een duidelijk onderscheid tussen de twee.

## Constantijns visioen

### Toedracht

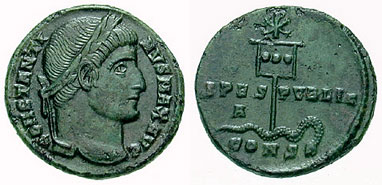
Een munt van Constantijn (ca. 337) met een voorstelling van een door een labarum gespietste slang.

Op de avond van 27 oktober 312, toen Constantijn de Grote zich met zijn leger voorbereidde op de slag bij de Milvische brug, had hij een visioen dat hem ertoe bracht te strijden onder de bescherming van de god van de Christenen.
Lactantius stelt dat, in de nacht voor de slag, Constantijn in een droom werd opgedragen om "het hemelse teken af te beelden op de schilden van zijn soldaten". Hij gehoorzaamde en merkte de schilden met een teken "verwijzend naar Christus". Lactantius beschrijft dit teken als een "staurogram", of een Latijns kruis met haar bovenste been gerond zodat het op een P gelijkt, eerder dan het bekendere Chi-Rho teken beschreven door Eusebius van Caesarea.
Van Eusebius zijn er twee verslagen van de slag overgeleverd. Het eerste en kortste van deze twee, dat we terugvinden in de Ekklèsiastikè Historia, laat er geen twijfel over bestaan dat God Constantijn hielp maar maakt geen melding van enig visioen. In zijn latere werk Vita Constantini, geeft Eusebius een gedetailleerd verslag van een visioen en benadrukt hierbij dat hij het verhaal van de keizer zelf had gehoord. Volgens deze versie was Constantijn aan het marcheren met zijn leger (Eusebius specificeert de precieze locatie van de gebeurtenis niet, maar het is zeker niet het kamp te Rome) toen hij opkeek naar de zon en een kruis van licht erboven zag, en daarbij de Griekse woorden Ἐν Τούτῳ Νίκα (en touto, nika). De Latijnse vertaling hiervan is in hoc signo vinces ("In dit teken zal jij winnen"). In het begin was hij onzeker over de betekenis van de verschijning, maar de volgende nacht had hij een droom waarin Christus hem uitlegde dat hij het teken moest gebruiken tegen zijn vijanden. Eusebius beschrijft vervolgens het labarum, de militaire standaard gebruikt door Constantijn in zijn latere oorlogen tegen Licinius, waarop het Chi-Rho teken was aangebracht.
Ondanks de verschillen tussen de beide versies, zijn ze in de algemene opvatting dusdanig versmolten dat Constantijn een Chi-Rho teken zag de avond voor de slag. Beide schrijvers menen dat het teken niet vlot te interpreteren was als verwijzend naar Christus, wat overeenkomt met het feit dat er geen zeker bewijs van het gebruik van de Griekse letters 'chi' en 'rho' als een christelijk teken is, voor Constantijn het gebruikte. Het Chi-Rho teken komt voor het eerst voor op een zilveren munt van Constantijn van rond 317, hetgeen bewijst dat Constantijn het teken toentertijd gebruikte, zij het niet erg prominent. Hij maakte later pas uitgebreid gebruik van de Chi-Rho en het labarum in zijn conflict met Licinius.
Het visioen is geïnterpreteerd in verband met de zon (o.a. als een zonnehalo), het welke zou zijn aangepast om overeen te stemmen met de christelijke overtuigingen van de latere Constantijn.

### Kritische noot
Uit historisch en filologisch onderzoek komt naar voren dat Eusebius van Cesarea's verhaal rond Constantijns visioen op belangrijke punten niet strookt met de geschiedkundige feiten. Men betwijfelt of het visioen hoegenaamd heeft plaatsgevonden en indien zo, enkele jaren eerder. Men stelt ook dat het visioen een heidense inhoud had in plaats van een christelijke: als onderwerp Apollo in plaats van Christus. Door veelvuldige contacten van Constantijn met christenen lijkt het erop dat de keizer zelf verantwoordelijk is voor de gewijzigde inhoud van zijn lichtend visioen, namelijk de vervanging van Apollo door een christelijke godheid. Zo ontstaat het beeld dat niet de keizer het christendom legitimeerde maar dat de nieuwe godsdienst Constantijns visie vormde.